# Serica mixta
Serica mixta är en skalbaggsart som beskrevs av Leconte 1856. Serica mixta ingår i släktet Serica och familjen Melolonthidae. Inga underarter finns listade i Catalogue of Life.